# Šimun Musa
Šimun Musa (Veliki Ograđenik, Čitluk, 4. travnja 1951.) je hrvatski i bosanskohercegovački književni kritičar i teoretičar.

## Životopis
Šimun Musa rođen je 4. travnja 1951. godine u Donjem Velikom Ograđeniku, općina Čitluk, BiH. Osnovnu školu završio je u rodnom mjestu, a gimnaziju u Ljubuškom. Na Filozofskom fakultetu, studijsku grupu Hrvatski jezik i jugoslavenske književnosti i filozofiju, diplomirao je u Zadru, 1975. godine. Magistrirao je 1984. na Zagrebačkom sveučilištu, a doktorirao 1994. godine, obranivši doktorsku tezu pod naslovom Život i književno djelo Ilije Jakovljevića na Filozofskom fakultetu u Zadru. Od 1993.radi na Pedagoškom fakultetu u Mostaru (danas Filozofski fakultet), na kojemu je od 21. siječnja 2003. godine redoviti profesor Novije hrvatske književnosti, Metodike nastave hrvatske književnosti i Dječje književnosti. Na Sveučilištu u Zadru radi od 2003. godine kao izvanredni profesor Metodike nastave književnosti i nekih kolegija Novije hrvatske književnosti.
Radio je kao srednjoškolski profesor, bio je prosvjetni savjetnik te ravnatelj Zavoda za školstvo u Mostaru (1993. – 1995.). Obnašao je dužnosti u tijelima vlasti iz područja prosvjete i kulture, bio je član Vlade FBiH, Ministarstvo prosvjete, kulture,  znanosti i športa dva puta (1995. – 1996. i 1998. – 2000.) i zastupnik u Parlamentu FBiH (2002. – 2006.).
Od 2000. do 2006. godine dekan je Pedagoškog fakulteta, prorektor za razvoj Sveučilišta u Mostaru i zamjenik rektora Sveučilišta u Mostaru. Ravnatelj je Instituta za hrvatski jezik, književnost i povijest Sveučilišta u Mostaru. 
Glavni je urednik časopisa Hum, časopisa Filozofskog fakulteta Sveučilišta u Mostaru; glavni urednik Školske naklade Mostar, nakladničkoga poduzeća za izradu udžbenika; urednik je i u nakladničkoj kući ZIRAL-u, a bio je urednik časopisa Škola u Mostaru. Član je uredništva više časopisa (Mostariensia, Mostar; Osvit, DHK Mostar; Riječ, HFD Rijeka), član je Hrvatskog društva za znanost i umjetnost u Sarajevu te član Društva hrvatskih književnika u Zagrebu i Društva hrvatskih književnika Herceg-Bosne u Mostaru. 
Mnogo je pridonio organizacijskom, materijalnom i znanstvenonastavnom usponu Sveučilišta u Mostaru, uspjehu Pedagoškog fakulteta, napose Odjela kroatistike. Kao dekan Pedagoškog fakulteta pokretač je poslijediplomskog studija “Jezici i kulture u kontaktu”, koji se sada održava na Filozofskom fakultetu u Mostaru, a na kojem predaje i rukovodi studijem s područja književnosti. 
Sudionikom je u nizu znanstvenih skupova u BiH, Hrvatskoj i inozemstvu. Organizirao je više znanstvenih skupova i priredio i uredio više zbornika radova. Kritički je priredio i predgovore, odnosno pogovore, napisao za desetke knjiga s područja novije hrvatske književnosti, a urednik je i suautor više udžbenika hrvatskog jezika i književnosti. Uz prosvjetne, nakladničke, kulturne i uopće društvene prinose, umnogome je pridonio znanstveno-istraživačkim radom na području povijesti hrvatske književnosti, posebno hrvatske književnosti u BiH. 
Govori njemački jezik, a pasivno poznaje ruski i engleski jezik.

## Djela
- Franjo Milićević i hrvatski narodni preporod u Hercegovini (1992.)
- Sunce je otputovalo iz moje sobe (Riječju i slikom djece u ratu, 1994.)
- Nisam mrtav samo sam zemlju zagrlio (antologija hrvatske ratne lirike iz BiH, s Gojkom Sušcem, 1995.)
- Život i književno djelo Ilije Jakovljevića (studija, 1998.)

## Vanjske poveznice
- Sveučilište u Zadru